# کفشک زیتونی
کفشک زیتونی (نام علمی: Paralichthys olivaceus) نام یک گونه از تیره کفشک‌ماهیان دندان‌بزرگ است.
به این ماهی، لوزی‌ماهی ناپاک هم گفته می‌شود.
در زبان ژاپنی هیرامه (ヒラメ) نامیده می‌شود و یکی از عناصر سوشی است.